# Ansa de Terrimbou
L'Ansa de Terrimbou és una cala del terme comunal de Cervera de la Marenda, a la comarca del Rosselló, de la Catalunya del Nord.
És a la costa, a la zona central-oriental del terme de Cervera de la Marenda, al nord del poble d'aquest nom.
La seva platja, molt petita, situada al nord-oest de la cala, fa uns 40 metres de longitud, amb una amplada màxima d'uns 10 metres.